# أعراض ما بعد المرض
إن المصطلح الطبي الإنجليزي (Postdrome) والذي يعني أعراض ما بعد المرض يستخدم عادةً للإشارة للأعراض التي تظهر بعد زوال أعراض مرض معين. أكثر استخدام شائع لهذا المصطلح يُستخدم للإشارة للأعراض التي تظهر بعد زوال نوبة الصداع النصفي.
مثال على ذلك، قد تكون متلازمة راي هي أعراض ما بعد المرض للعدوى الفيروسية عند الأطفال.